# 張閔淨
張閔淨，(1991年1月3日— )，台灣女藝人。綜藝節目國光幫幫忙的助理主持國光女神。現為通告藝人，出現在各大綜藝節目。
魔羯座O型的小淨說，自己原本是SG圈裡拼命賺錢的小菜鳥，因緣際會下加入了《國光幫幫忙》，也很意外的成為了國光女神。而培養眾多興趣的她也說，自己除了騎腳踏車、學魔術，未來也希望可以學習拳擊健身，與文靜的外表有極大落差。她也強調，「對我來說，人的努力是20%，運氣是80%，所以，我一定會繼續努力！」 。

## 節目
- 天天樂財神
- 綜藝大集合
- 國光幫幫忙
- 綜藝大熱門
- 綜藝玩很大
- 瘋神無雙
- 歡樂智多星
- 木耀大根學堂
- 愛玩咖
- 小資女夯什麼 20190425

### 主持
- 國光幫幫忙-國光女神

## 電影
- 兵荒馬亂的愛情

## 外部連結
- 國光女神張閔淨重度遊戲癡
- 小淨張閔淨的FB:@min_ching_changya
- 小淨張閔淨的IG:@min_ching_chang
- 小淨張閔淨的tiktok